# Южная военно-морская база Украины
Южная военно-морская база (укр. Південна військово-морська база) — часть военно-морских сил Украины, располагавшаяся в Новоозёрном, в заливе Донузлав. База образована в 1996 году и фактически прекратила своё существование в 2014 году в связи с силовым захватом её территории российскими войсками в ходе российской аннексии Крыма. В настоящее время Крымская военно-морская база ВМФ РФ.

## История
Во времена СССР территория базы относилась к Крымской военно-морской базе. В марте 1992 года Борис Кожин стал командиром базы, а затем командующим ВМС Украины.
В ночь на 8 апреля 1992 года, после принятия офицерами базы присяги Украине в посёлок Новоозёрное ввели боевую технику 361-го полка 126-й дивизии береговой обороны Черноморского флота России: 4 БТР и 2 мотострелковых взвода из Евпатории. Выход из залива Донузлав блокировали два ракетных катера и два корвета, так как личный состав кораблей, заблокированных в бухте, принял украинскую присягу. Приказ штаба флота был: взять под охрану бронетехнику и здание местного совета Евпатории, однако командир 361-го полка не выполнил его.
21 июля 1992 года сторожевой корабль СКР-112 поднял украинский флаг и ушёл из Донузлава в Одессу. В течение 8 часов похода СКР-12 преследовали корабли Черноморского флота, применявшие предупредительный артиллерийский огонь и совершали попытки высадить на сторожевой корабль группу захвата. Украина направила в поддержу корабля истребитель и пограничные катера. В связи с угрозой моряки РФ не стали выполнять приказ штаба — остановить корабль.
После раздела Черноморского флота база перешла к Украине. По соглашению между Россией и Украиной о параметрах раздела Черноморского флота 9 июня 1995 года украинской стороне перешли следующие объекты на территории Новоозёрного: повседневный командный пункт, 682-й узел связи, 1861-й узел связи, 3335-й склад средств, 747-й пункт контроля безопасности связи, 1296-я станция ФПС, 61-я лаборатория настройки и регулировки вооружения, 2818-й склад горючего, военно-морской госпиталь с поликлиническим отделением, 560-я корабельная группа спецмедпомощи, 273-й санитарно-эпидемиологический отряд, медицинский склад, объединённый склад вооружения и имущества, управление морской инженерной службы, мобдепо, электросеть, дорожно-эксплуатационный участок, узел комплексного технического контроля, лаборатория измерительной техники, расчетно-аналитическая станция, гидрометеослужба, автомобильный склад, гараж № 3, 43-я флотская команда, береговые базы 4533-я, 5713-я и 4258-я, Дом офицеров, матросский клуб, издательство газеты Крымской ВМБ, кинопрокатная база и военная комендатура.
9 июля 1996 года часть была преобразована в Южный морской район Военно-морских сил Украины. В него вошли органы военного управления, корабли, суда, воинские части и подразделения с пунктами базирования по всему Крыму. Первым командиром был назначен контр-адмирал Борис Николаевич Рекуц.
Летом 1997 база приняла участие в проведении первых в истории Украины международных учений Си-Бриз с привлечением кораблей и судов США, Турции, Болгарии, Грузии и Румынии. В 2001 году командиром базы был назначен контр-адмирал Игорь Владимирович Князь.
В 2003 году в ходе реформирования Вооруженных сил Украины Южный морской район реорганизуется в Южную военно-морскую базу. В 2004 году командиром базы назначен Владимир Николаевич Догонов. В апреле 2006 года были проведены учения в рамках Черноморской военно-морской группы. 29 апреля 2009 года на штабом ЮВМБ был поднят самый большой военно-морской флаг Украины размером 4 на 6 метров, флаг был поднят в честь перехода Черноморского флота под контроль Украинской Народной Республики в 1918 году.
В октябре 2009 года прошли военные тактические учения. За действиями армии наблюдал Президент Украины Виктор Ющенко, Начальник генерального штаба Вооружённых сил Украины Сергей Кириченко, командующий Военно-морскими силами Украины Игорь Тенюх, первый заместитель главы Секретариата Президента Юрий Ехануров, также на учениях присутствовали Пётр Шатковский, Анатолий Гриценко, Виктор Плакида и Леонид Жунько. В учениях участвовали корабли и вспомогательные суда, морская пехота и морская авиация. Сухопутные войска были представлены армейской авиацией и бронетехникой.

### После российской аннексии Крыма
3 марта 2014 года появилась информация о блокировании работы части военнослужащими Российской Федерации. Ракетный крейсер «Москва» в сопровождении 4 кораблей Черноморского флота РФ блокировали выход из залива Донузлав, где находились корабли Военно-морских сил Украины. В ночь с 5-го на 6-е марта 2014 года на выходе из Донузлава был затоплен списанный большой противолодочный корабль «Очаков» принадлежащий ВМФ России. 7 марта было затоплено водолазное морское судно «ВМ-416». В итоге в Донузлаве были заблокированы корабли ВМС Украины: корвет «Винница» (U206), морской тральщик «Чернигов» (U310), морской тральщик «Черкассы» (U311), рейдовый тральщик «Геническ» (U360), средний десантный корабль «Кировоград» (U401), большой десантный корабль «Константин Ольшанский» (U402), противопожарный катер «Евпатория» (U728), транспорт «Горловка» (U753), морской буксир «Ковель» (U831), противодиверсионный катер «Феодосия» (U240), катер-торпедолов «Херсон» (U891) и буксирный катер «Новоозёрное» (U942).
В марте 2014 года, в ходе аннексии Крыма, нескольких высших офицеров запаса, ветеранов Крымской военно-морской базы ВМФ СССР в том числе бывший командующий вице-адмирал А. И. Фролов, полковник В. Клюев и другие участвовали в агитации и склонении украинских военнослужащих Южной военно-морской базы Украины к переходу на сторону МВФ России. В итоге большая часть личного состава базы осталась в Крыму.
19 марта 2014 года штаб Южной военно-морской базы Украины перешёл под контроль РФ. Ворота штаба возле контрольно-пропускного пункта были снесены бульдозером. 22 марта корвет «Винница» поднял Андреевский флаг ВМФ РФ.
В настоящее время территория и инфраструктура заняты возрождённой Крымской военно-морской базой Черноморского флота ВМФ РФ.

## В культуре
По мотивам событий на Южной военно-морской базе был снят украинский художественный фильм режиссёра Тимура Ященко. Лента рассказывает о безуспешной обороне тральщика Черкасы, заблокированного российскими войсками в бухте Донузлав в марте 2014 года, во время аннексии Крыма. Лента создана при поддержке Государственного агентства Украины по вопросам кино. Бывший командир корабля Юрий Федаш консультировал создателей.
Украинская и международная премьера фестивальной версии фильма состоялась 16 июля 2019 года на Odessa International Film Festival. В украинский широкий прокат кинопрокатная версия фильма вышла 27 февраля 2020 года от дистрибьютора MMD UA.

## Командиры
- Рекуц Борис Николаевич (1996—2001)
- Князь Игорь Владимирович (2001—2003)
- Носенко Виктор Иванович (2003—2004)
- Догонов Владимир Николаевич (2004—2014)